# Cóbdar
Cóbdar é um município da Espanha na província de Almería, comunidade autónoma da Andaluzia, de área 32 km² com população de 188 habitantes (2009) e densidade populacional de 5,88 hab/km².

## Demografia
| Variação demográfica do município entre 1991 e 2008 | Variação demográfica do município entre 1991 e 2008 | Variação demográfica do município entre 1991 e 2008 | Variação demográfica do município entre 1991 e 2008 | Variação demográfica do município entre 1991 e 2008 |
| --------------------------------------------------- | --------------------------------------------------- | --------------------------------------------------- | --------------------------------------------------- | --------------------------------------------------- |
| 1991                                                | 1996                                                | 2001                                                | 2004                                                | 2008                                                |
| 283                                                 | 274                                                 | 221                                                 | 242                                                 | 198                                                 |